# Gran Gala Punkettone
Gran Gala Punkettone è un album dal vivo dei CCCP - Fedeli alla linea pubblicato nel 2025. Il disco documenta le date del 21 e 22 ottobre 2023 dell'omonimo spettacolo al Teatro municipale Romolo Valli di Reggio Emilia che vide la reunion di Giovanni Lindo Ferretti, Massimo Zamboni, Annarella Giudici e Danilo Fatur. L'evento ha inaugurato la mostra "Felicitazioni! CCCP-Fedeli alla linea 1984–2024" ai Chiostri di San Pietro. Alle serate hanno preso parte Daria Bignardi, Alba Solaro e Andrea Scanzi.

## Tracce
Testi di Giovanni Lindo Ferretti, musiche di Massimo Zamboni.
1. Annarella – 3:34
2. Sibilla – 0:29
3. Morire – 3:50
4. Oh! Battagliero – 3:31
5. Stati di agitazione – 5:05
6. Libera me domine – 2:47
7. Emilia Paranoica – 9:34
8. Radio Kabul – 9:02
9. Amandoti – 3:07

Durata totale: 40:59

## Formazione
- Giovanni Lindo Ferretti - voce
- Massimo Zamboni - chitarra
- Annarella Giudici - cori, "Benemerita Soubrette"
- Danilo Fatur - "Artista del popolo"
- Luca Rossi - basso
- Simone Filippi - batteria
- Ezio Bonicelli - chitarra, violino
- Gabriele Genta - percussioni
- Simone Beneventi - percussioni, vibrafono MIDI